# Nathan Tjoe-A-On
Nathan Tjoe-A-On (Rotterdam, 22 dicembre 2001) è un calciatore indonesiano con cittadinanza olandese, difensore del Willem II e della nazionale indonesiana.

## Carriera

### Club
Cresciuto nel settore giovanile dell'Excelsior, il 21 giugno 2019 ha firmato il primo contratto professionistico con il club rossonero, di durata biennale. Ha esordito in prima squadra il 9 ottobre 2020, nella partita di Eerste Divisie pareggiata per 1-1 contro l'Eindhoven; il 30 marzo 2021 rinnova per una stagione il contratto in scadenza. Dopo aver conquistato la promozione in Eredivisie, il 27 giugno 2022 prolunga fino al 2024.

### Nazionale
Nel 2024 ha esordito in nazionale.

## Statistiche

### Presenze e reti nei club
Statistiche aggiornate al 4 settembre 2022.
| Stagione        | Squadra         | Campionato      | Campionato | Campionato | Coppe nazionali | Coppe nazionali | Coppe nazionali | Coppe continentali | Coppe continentali | Coppe continentali | Altre coppe | Altre coppe | Altre coppe | Totale | Totale |
| Stagione        | Squadra         | Comp            | Pres       | Reti       | Comp            | Pres            | Reti            | Comp               | Pres               | Reti               | Comp        | Pres        | Reti        | Pres   | Reti   |
| --------------- | --------------- | --------------- | ---------- | ---------- | --------------- | --------------- | --------------- | ------------------ | ------------------ | ------------------ | ----------- | ----------- | ----------- | ------ | ------ |
| 2019-2020       | Excelsior       | 1D              | 0          | 0          | CO              | 0               | 0               |                    | -                  | -                  |             | -           | -           | 0      | 0      |
| 2020-2021       | Excelsior       | 1D              | 10         | 0          | CO              | 1               | 0               |                    | -                  | -                  |             | -           | -           | 11     | 0      |
| 2021-2022       | Excelsior       | 1D              | 10+6       | 0          | CO              | 0               | 0               |                    | -                  | -                  |             | -           | -           | 16     | 0      |
| 2022-2023       | Excelsior       | ED              | 5          | 0          | CO              | 0               | 0               |                    | -                  | -                  |             | -           | -           | 5      | 0      |
| Totale carriera | Totale carriera | Totale carriera | 31         | 0          |                 | 1               | 0               |                    | -                  | -                  |             | -           | -           | 32     | 0      |